# Sass Rigais
Il Sass Rigais (Sas Rigais in ladino e in tedesco) è una montagna alta 3.025 m s.l.m. del gruppo delle Odle nelle Dolomiti. Il monte si trova nel Parco naturale Puez-Odle.

## Toponimo
Il nome è probabilmente una derivazione dal tedesco Geis (capra) con il prefisso ladino per montagna (Sas der Gais).

## Via ferrata
Per accedere alla vetta, esiste una via ferrata con due itinerari che partono dal lato sud e dal lato est della montagna: la via ferrata Sass Rigais.

## Rifugi
- Rifugio Genova, 2.297 m
- Rifugio Firenze, 2.037 m
- Rifugio Puez, 2.475 m

## Galleria d'immagini

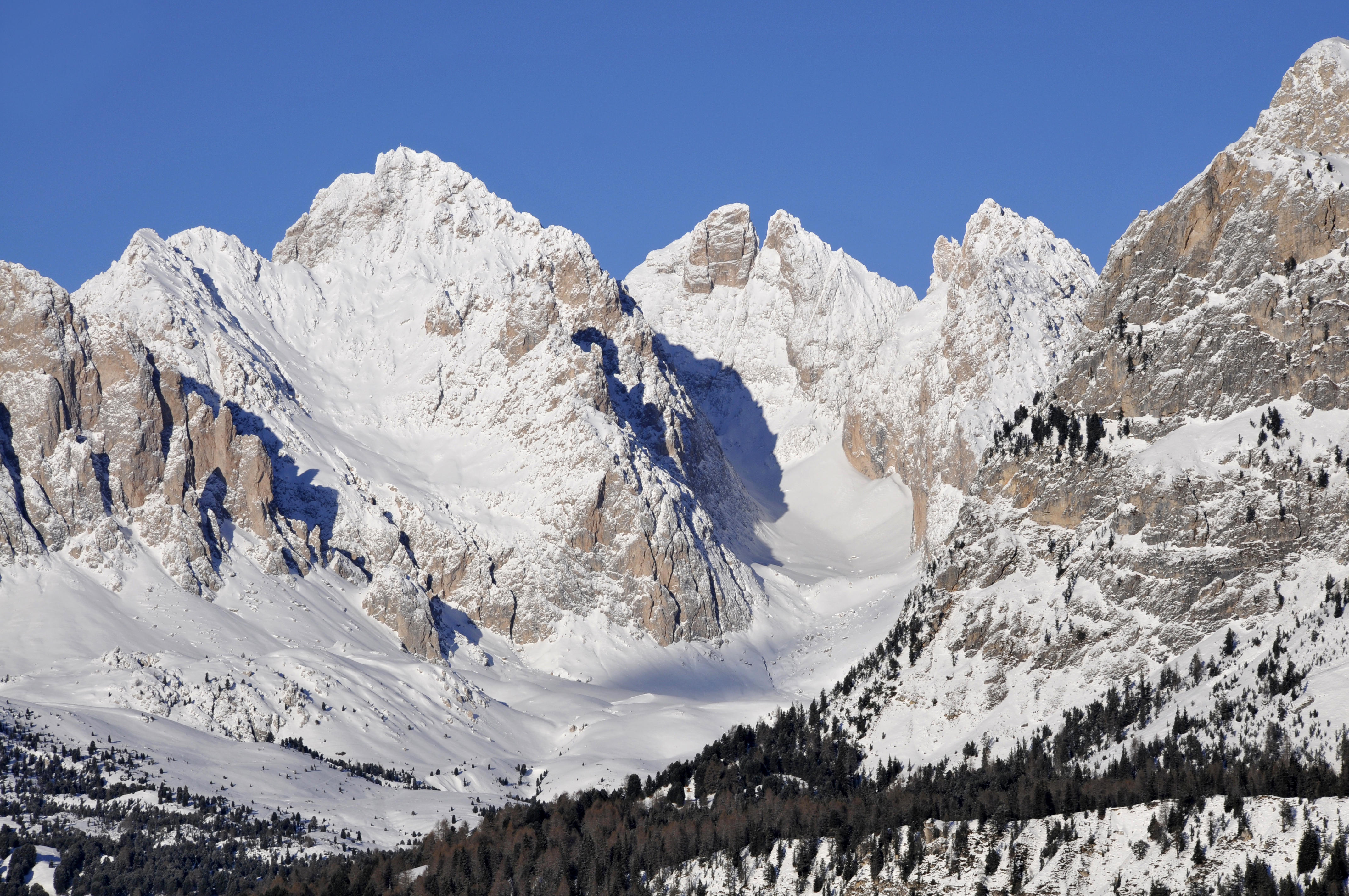
Il Sass Rigais visto da sud
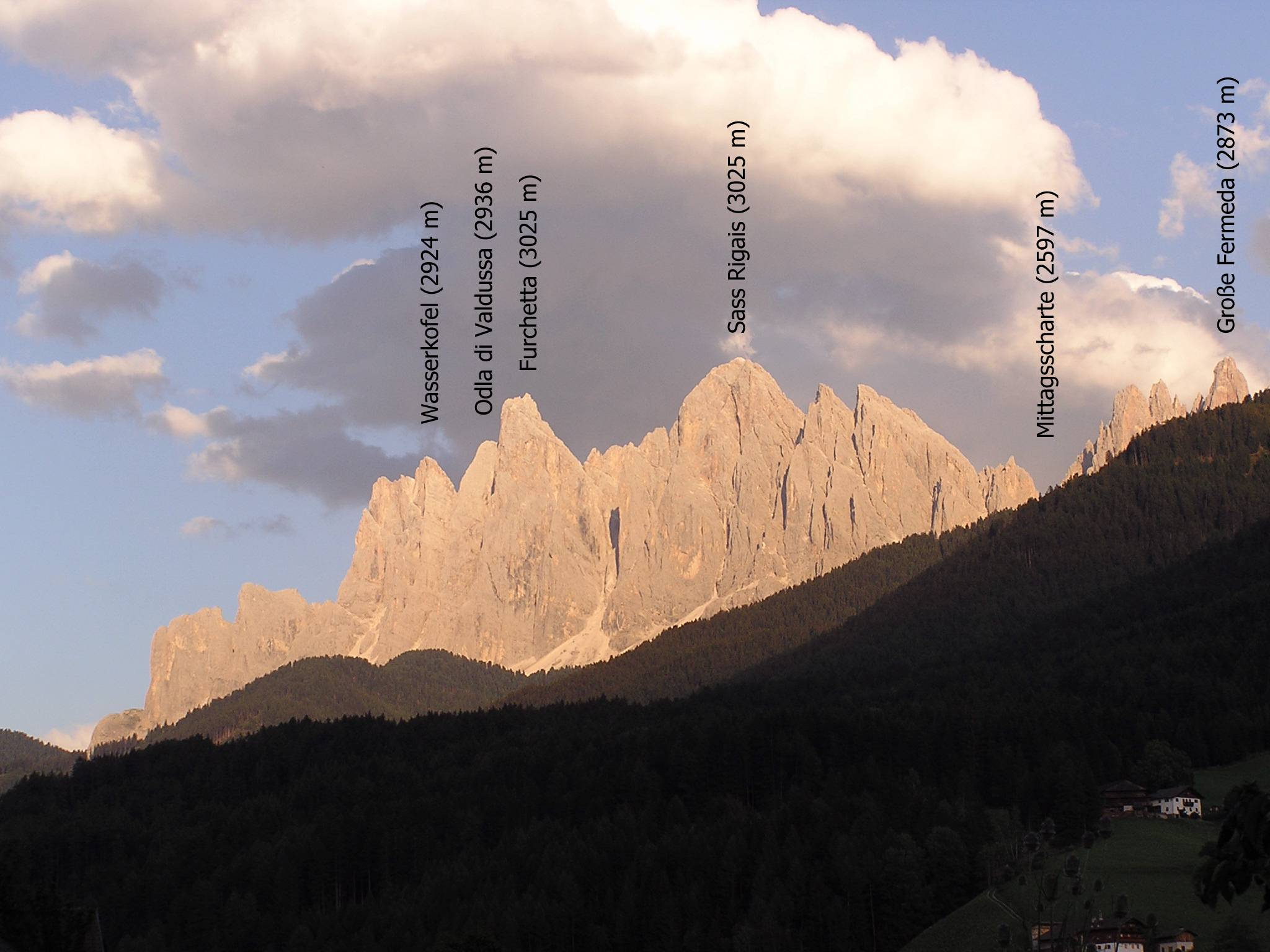
Il gruppo delle Odle con i nomi delle vette
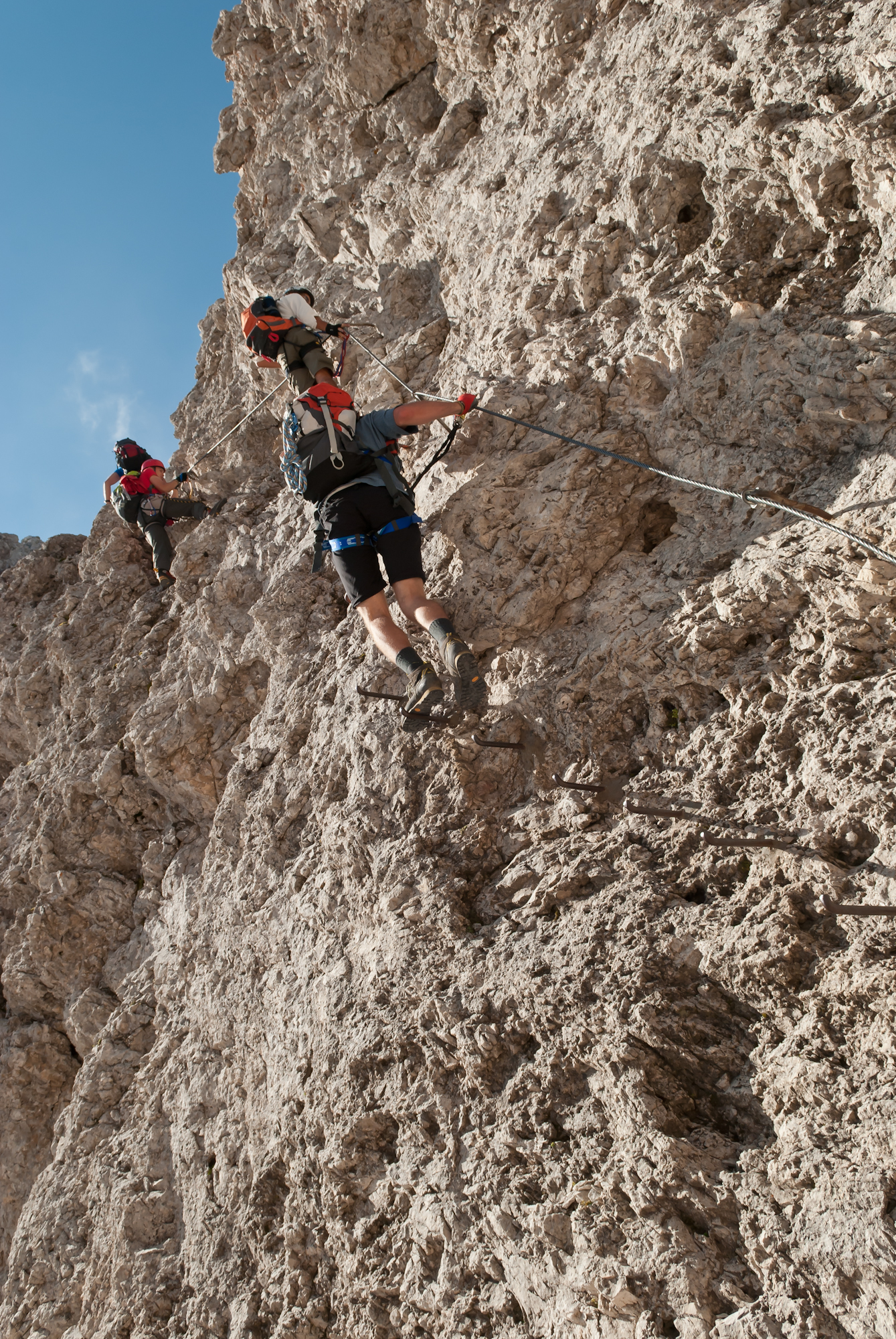
Escursionisti sulla ferrata del Sass Rigais
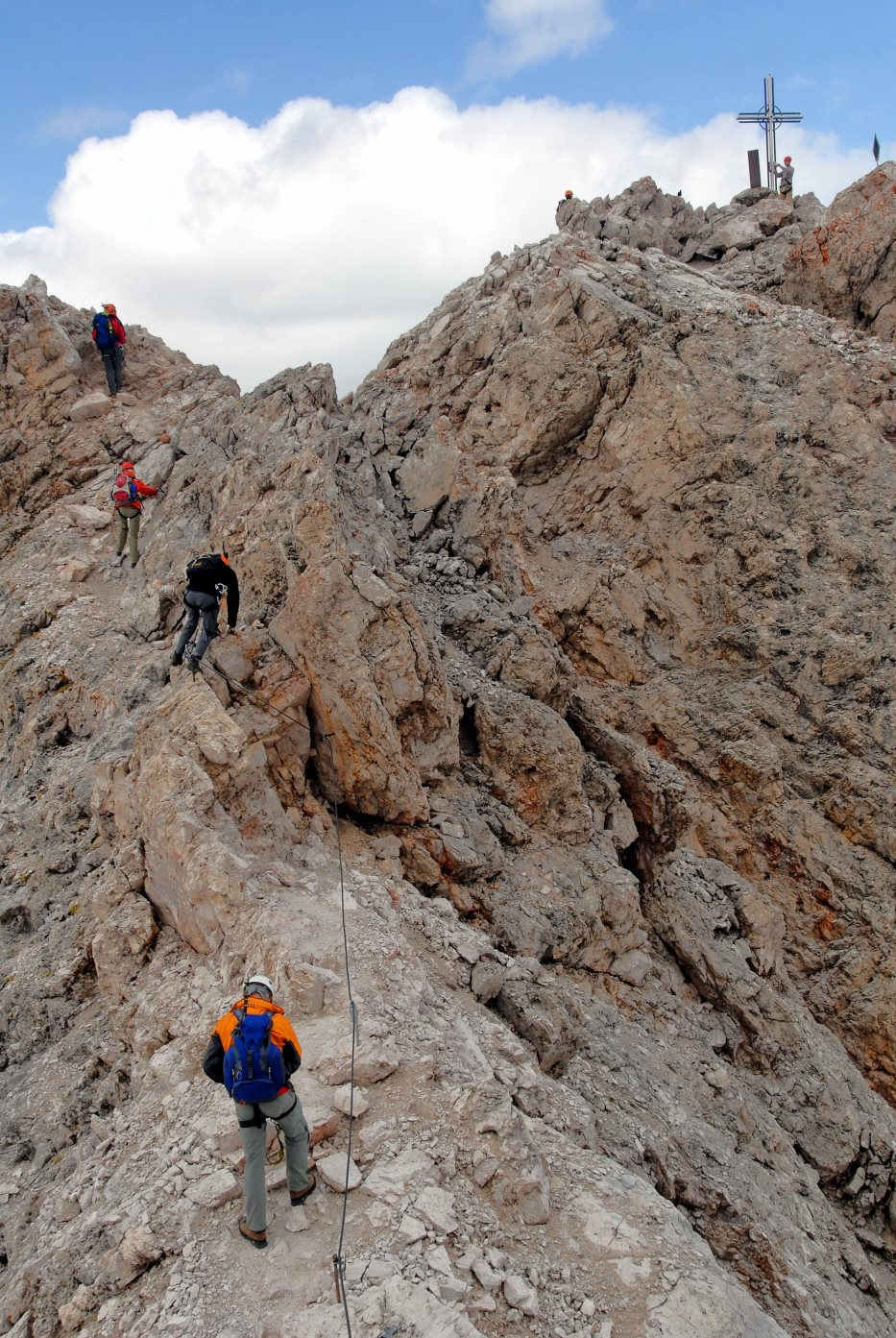
La croce di vetta del Sass Rigais
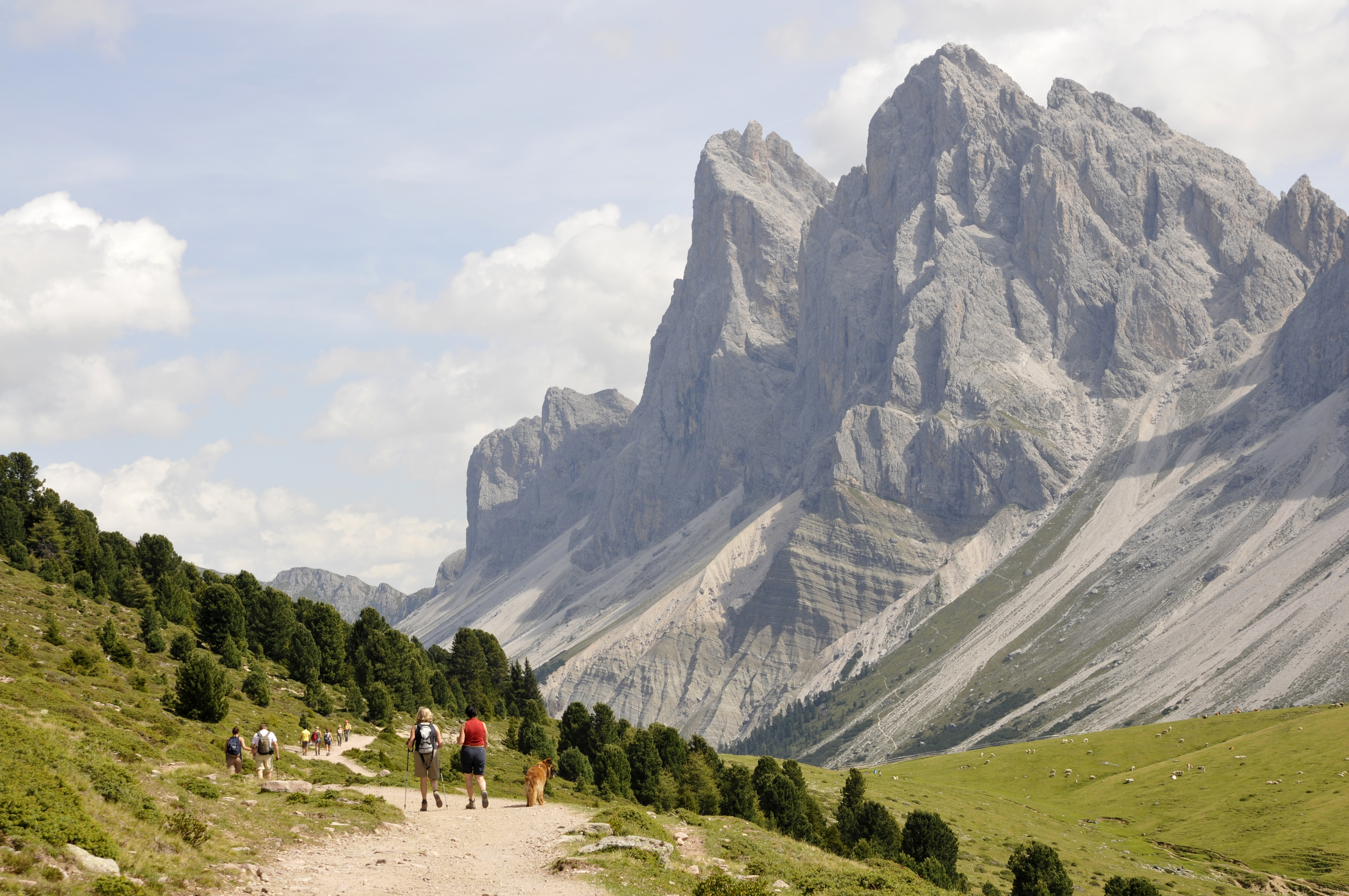
Sass dal Ega, Furchetta e Sass Rigais da Bredles